# Kvilunda
Kvilunda är en ort/by i Roslags-Bro socken i Norrtälje kommun, Stockholms län, belägen just söder om Röcksta. SCB har för bebyggelsen i Kvilunda och i ett område just söder om Röcksta avgränsat en småort om namnsatts till Röcksta och Kvilunda. 